# Ceratinia cayana
Ceratinia cayana är en fjärilsart som beskrevs av Osbert Salvin 1869. Ceratinia cayana ingår i släktet Ceratinia och familjen praktfjärilar. Inga underarter finns listade i Catalogue of Life.